# 保姫
保姫（やすひめ）は、薩摩藩藩主・島津重豪の正室。夫の側室の子・斉宣を養子とした。

## 生涯
御三卿一橋徳川家当主・徳川宗尹の娘として、江戸城一橋門内の一橋邸にて誕生した。母は側室・遊歌（細田氏）。
父・宗尹は8代将軍徳川吉宗と側室お梅の方の子であり、宗尹の異母兄には9代将軍徳川家重がいるため、保姫は徳川将軍家と血縁関係が深く、義理の伯母・浄岸院（5代将軍綱吉、8代将軍吉宗の養女、薩摩藩主島津継豊室）に自身の義理の孫・島津重豪の正室に望まれ、養父・吉宗の孫・保姫の輿入れを保姫の父・宗尹や幕府に願い出て、宝暦12年（1762年）に保姫と重豪の婚姻が成立した（浄岸院は徳川綱吉・吉宗養女であったため幕府側もこの主張を無視できず、保姫と重豪の婚姻をやむなく幕府が認めた）。
保姫は婚姻の成立早々に一橋邸から浄岸院の住む高輪の薩摩藩邸に入った。保姫付きの上臈・中臈の殆どが元・大奥女中や母・遊歌付きの女中であり、保姫の夫・重豪や薩摩藩邸の上臈・中臈を「薩摩の芋侍、芋女中」と馬鹿にする上臈・中臈が多かったという。
宝暦13年（1763年）11月、娘・於悟が誕生したが、明和元年（1764年）7月26日、2歳で死去した。悟姫を徳川家か五摂家に嫁がせて将軍家か皇室の外戚にしようと考えていた浄岸院の落胆も大きかった。
明和6年（1769年）9月26日、死去。法号は慈照院殿円応霊妙大姉。